# Sinus Honoris
Sinus Honoris – lateinisch für Bucht der Ehre – ist ein Ausläufer des Mare Tranquillitatis auf der erdzugewandten Seite des Mondes. Die Benennung erfolgte durch die Internationale Astronomische Union im Jahr 1976.
Die dunkelgraue Basaltfläche des erstarrten Lavasees hat einen mittleren Durchmesser von 110 Kilometer. Die Meeresbucht befindet sich am
Nordwestrand des Mare Tranquillitatis bei den mittleren selenografischen Koordinaten 12° Nord und 18° Ost. In  nördlicher Nachbarschaft erhebt sich das Haemusgebirge.